# عبد الفتاح إشخاخ
عبد الفتاح إشخاخ (1970 - 2020)، هو عالم آثار وباحث أركيولوجي مغربي، متخصّص في المآثر التاريخية ما قبل الإسلام، شغل محافظ الإقليمي للتراث بالصويرة. وكان ممثل منظمة اليونسكو بالإقليم.
هو من مواليد عام 1970 حي بوسكري بالمدينة العتيقة لمراكش، خريج المعهد الوطني لعلوم الآثار والتراث سنة 1991، فور التحاقه بوزارة الثقافة شغل مهمة محافظ موقع وليلي الآثري، ثم انتقل إلى مدينة الصويرة وأشرف كمحافظ الإقليمي للتراث على مجموعة من عمليات الترميم المرجعية كترميم أسوار مدينة الصويرة، سقالة المدينة، برج بيلفيدير، برج باب مراكش، بيت الذاكرة. وأشرف على مجموعة من الأبحاث والحفريات الآثرية بعدد من المواقع الآثرية كوليلي وجزيرة موغادور وموقع غيغة بمنطقة سيدي بنسليمان.

## وفاته
توفي صبيحة يومه السبت 1 أغسطس 2020 عن سن يناهز 50 سنة بعد صراع مع المرض.

## الجوائز
- فاز سنة 2017 بجائزة الأكاديمية الفرنسية للنّقائش والآداب الجميلة.ء[3]
- جائزة سيرج لانسيل.